# مدیریت محتوا
مدیریت محتوا (CM) مجموعه‌ای از فرایندها و فناوری‌هاست که جمع‌آوری، مدیریت و انتشار اطلاعات را در هر شکل یا به هر روش، پشتیبانی می‌کند. در سال‌های اخیر این اطلاعات معمولاً محتوا، یا به‌طور دقیق، محتوای دیجیتالی نامیده می‌شود. محتوای دیجیتالی ممکن است به شکل متن (مانند اسناد الکترونیکی)، فایل‌های چندرسانه‌ای (مانند فایل‌های صوتی یا تصویری)، یا هر نوع فایل دیگری باشد که از چرخهٔ عمر محتوا (که نیاز به مدیریت دارد)تبعیت می‌کندواستانداردهای آن را داشته باشد.

## فرایند مدیریت محتوا
شیوه‌ها و اهداف مدیریت محتوا بر اساس مأموریت و ساختار نظارت سازمانی متفاوت است. سازمان‌های خبری، وب‌سایت‌های تجارت الکترونیکی و مؤسسات آموزشی، همگی به شیوه‌های مختلف از مدیریت محتوا استفاده می‌کنند. این امر، تفاوت در واژگان و نام‌ها و تعداد مراحل فرایند را نشان می‌دهد.
مثلاً، نمونه‌ای از محتوای دیجیتالی توسط یک یا چند نویسنده ایجاد می‌شود. با گذر زمان ممکن است آن محتوا ویرایش شود. یک یا چند نفر ممکن است بعضی غلط‌های ویرایشی را تذکر دهند که محتوا را برای انتشار بهبود بخشد. انتشار می‌تواند شکل‌های مختلفی داشته باشد؛ می‌تواند عمل انتقال محتوا به دیگران، یا اعطای حق دسترسی دیجیتالی به یک محتوای مشخص برای یک فرد مشخص یا گروهی از افراد باشد. بعدها ممکن است محتوا توسط شکل دیگری از محتوا جایگزین، و در نتیجه حذف، یا غیرقابل استفاده شود.
مدیریت محتوا یک فرآیند ذاتاً مشترک است که اغلب شامل نقش‌ها و مسئولیت‌هایی به شرح زیر است:
- خالق: مسئول ایجاد و ویرایش محتوا است؛
- ویرایشگر: مسئول تنظیم محتوای پیام و روش تحویل، شامل ترجمه و محلی‌سازی؛
- ناشر: مسئول انتشار محتوا برای استفاده افراد؛
- مدیر: مسئول مدیریت مجوزهای دسترسی به پوشه‌ها و فایل‌ها، معمولاً با استفاده از تخصیص حقوق دسترسی به گروه‌ها یا نقش‌های کاربری وظیفهٔ خود را انجام می‌دهد. همچنین ممکن است مدیران از راه‌های مختلف، کاربران را یاری و حمایت کنند.
- مشتری، بیننده یا مهمان: کسی که محتوا را پس از انتشار یا اشتراک‌گذاری می‌خواند یا از طریق دیگری دریافت می‌کند.

جنبهٔ حیاتی مدیریت محتوا، توانایی مدیریت نسخه‌های مختلف محتوای منتشرشده است. نویسندگان و ویراستارها اغلب نیاز دارند نسخه‌های قدیمی ویرایش‌شده را به دلیل شکست فرایند یا یک سلسله ویرایش‌های نامطلوب، بازیابی کنند.
جنبهٔ دیگر مدیریت محتوا که به اندازهٔ قبلی مهم است، ایجاد محتوا، نگهداری و استفاده از استانداردهای بررسی است. هر بخش از فرایند ایجاد و بررسی محتوا نقش منحصر به فرد و مجموعه‌ای مسئولیت در توسعه و/یا انتشار محتوا دارد. هر عضو از تیم بررسی نیاز به استانداردهای روشن و مختصری دارد که باید همیشه برقرار باشد تا ثبات طولانی‌مدت و سلامت پایگاه دانش را تضمین کند.
یک سیستم مدیریت محتوا مجموعه‌ای از فرآیندهای خودکار است که ممکن است ویژگی‌های زیر را پشتیبانی کند:
- وارد کردن و ایجاد اسناد و مواد چندرسانه‌ای؛
- تعیین تمام کاربران کلیدی و نقش‌های ایشان؛
- توانایی تخصیص نقش‌ها و مسئولیت‌ها به گروه‌های مختلف یا انواع محتوا؛
- تعریف وظایف گردش‌کار اغلب همراه با پیام، طوری‌که مدیران محتوا از تغییرات محتوا آگاه شوند؛
- توانایی پیگیری و مدیریت نسخه‌های متعدد یک محتوای خاص؛
- توانایی انتشار محتوا در یک مخزن برای حمایت از دسترسی به محتوا. به‌طور فزاینده، مخزن بخش اصلی یک سیستم است، و امر جستجو را با بازیابی اطلاعات در هم می‌آمیزد.

سیستم‌های مدیریت محتوا شکل‌های زیر را به خود می‌گیرند:
- یک سیستم مدیریت محتوای وب، نرم‌افزاری برای مدیریت وب‌سایت است، که اغلب به‌طور ضمنی به این معنا به کار می‌رود؛
- کار تشکیلات هیئت تحریریهٔ یک روزنامه؛
- گردش‌کار برای انتشار یک مقاله؛
- یک سیستم مدیریت اسناد؛
- یک سیستم مدیریت محتوا با منبع واحد، جایی که محتوا در قطعه‌های یک پایگاه‌داده رابطه‌ای ذخیره می‌شود.

آقای Marc Feldman، کارشناس مدیریت محتوا، سه ساختار نظارتی اصلی در مدیریت محتوا را چنین بیان می‌کند: محلی‌سازی، متمرکزسازی و متحدسازی، که هر کدام نقاط ضعف و قوت خود را دارند.
نظارت از طریق محلی‌سازی:
مدل‌های نظارت از طریق محلی‌سازی، با قرار دادن کنترل در دست کسانی که بیش از همه با محتوا سر و کار دارند، یعنی کارشناسان محتوا، به آن‌ها قدرت می‌دهند و موجب بروز خلاقیت در ایشان می‌شوند. این فواید به قیمت از دست رفتن نسبی کنترل و نظارت مدیریتی حاصل می‌شود.
نظارت از طریق متمرکزسازی:
وقتی اهرم‌های کنترل به شدت متمرکز می‌شوند، سیستم‌های مدیریت محتوا می‌توانند پیام خود را با نام تجاری متحد و بسیار واضح، ارائه کنند. علاوه بر این، ساختار نظارتی متمرکزسازی در مدیریت محتوا فرصت‌های زیادی برای صرفه‌جویی در هزینه‌های سازمان‌ها ایجاد می‌کند، مثلاً ۱) پرهیز از تلاش‌های موازی در ایجاد، ویرایش، قالب‌بندی، هدف‌گذاری مجدد و بایگانی محتوا، ۲) از طریق مدیریت فرآیند و ساده‌سازی تمام فعالیت‌های مربوط به محتوا، یا ۳) از طریق گسترش منظم یا به روز رسانی سیستم مدیریت محتوا.
نظارت از طریق متحدسازی:
مدل‌های نظارت از طریق متحدسازی، به‌طور بالقوه فواید هر دو مدل کنترل محلی‌سازی و متمرکزسازی را محقق می‌کنند، و در عین حال نقاط ضعف هر دو را نیز دارند. اگرچه نرم‌افزار سیستم‌های مدیریت محتوا ذاتاً برای توانمندسازی مدل‌های نظارت از طریق متحدسازی ایجاد شده‌اند، اما تحقق بخشیدن به این مزایا می‌تواند سخت باشد، چون مثلاً نیازمند مذاکرهٔ مرزهای کنترل با مدیران محلی و سازندگان محتوا است.
دربارهٔ شرکت‌های بزرگ، به‌طور خاص، شکست در پیاده‌سازی کامل یا تحقق بخشیدن به ساختار نظارتی متحدسازی، برابر است با شکست در تحقق کامل بازگشت سرمایه و صرفه‌جویی در هزینه‌هایی که با سیستم‌های مدیریت محتوا حاصل می‌شوند.
مراحل مختلف در مدیریت محتوا عبارتند از:
1. برنامه‌ریزی
2. جمع‌آوری اطلاعات
3. طبقه‌بندی اطلاعات
4. تحلیل اطلاعات

## پیاده‌سازی
پیاده‌سازی مدیریت محتوا باید بتواند توزیع محتوا و قوانین دیجیتالی در چرخهٔ عمر محتوا را مدیریت کند. معمولاً سیستم‌های مدیریت محتوا با مدیریت قوانین دیجیتالی به منظور کنترل دسترسی کاربران و قوانین دیجیتالی درگیر هستند. در این مرحله سیستم‌های مدیریت قوانین دیجیتالی با ساختارهای فقط‌خواندنی، بعضی محدودیت‌ها را در پیاده‌سازی مدیریت محتوا اعمال می‌کنند، که به افراد اجازه نمی‌دهد محتویات محافظت‌شده را در چرخهٔ عمرشان تغییر دهند. ایجاد مطلب جدید با استفاده از یک محتوای مدیریت‌شده (محافظت‌شده) نیز مسئله‌ای است که دسترسی به محتویات محافظت‌شدهٔ خارج از مدیریت سیستم‌های کنترل را میسر می‌کند. موارد کمی از پیاده‌سازی مدیریت محتوا وجود دارد که تمام این مسائل را پوشش دهد.